# 埃爾科 (明尼蘇達州)
埃爾科（英語：Elko）是位於美國明尼蘇達州斯科特縣的一個非建制地區，於2007年1月1日與紐馬基特合併為埃爾科紐馬基特。

## 地理
埃爾科所處的海拔為高於海平面378米（即1142英呎），而該地所採用的時區為UTC-6，即北美中部時區（CST）。同時該地設有夏令時間，為UTC-6調快一小時，即UTC-5（CDT）。